# 駒かけの松
駒かけの松（こまかけのまつ）は、富山県高岡市戸出町1丁目の戸出駅東寄りにあったといわれている松のこと。現在は残っていない。別名として木曽投げの松とも呼ばれた。巴御前が木曾義仲を投げ飛ばし、義仲の乗っていた馬がこの松に引っ掛かったといわれる。

## 概要
伝説によると、義仲は倶利伽羅峠に向けて進軍中に、大清水村の一人の娘が川で布を晒しているところに通りかかった。そのときの義仲の無礼に腹を立てた娘は、義仲を馬もろとも持ち上げて戸出村の方へ投げ飛ばした。馬は田んぼ数十枚を越えて松の木の枝に引っ掛かった。この村娘は、義仲にその豪胆さを気に入られて召し抱えられ、後に巴御前となったと伝えられている。戸出中心部には巴御前に因んだ「巴町」という町が存在し、毎年、戸出野神社秋季祭礼の際には巴町の子供が巴御前に扮して御輿渡御に加わることになっている。

## 検証
その松のあった場所すら、記録に残っていない。戸出史料にも記載が見られないこの伝説は、駒繋ぎの松の伝説をもとにして大正時代から昭和初期頃につくられた、比較的、歴史の浅い伝承であるとも推測することもできる。また、木曾義仲がこの地を進軍した平安時代当時は大清水（現在の高岡市戸出大清水）に村があったとの記録はない。現在の大清水地区の街並みは江戸時代初期に成立した。それ以前のこの地域は吉住村（現在の高岡市戸出吉住）の一部であったと考えられている。
大正8年刊行の戸出史料には「駒繋ぎの松」については書かれてあるが、「駒かけの松」については全く書かれていない。昭和43年刊行の中田町誌では「駒かけの松」は大清水の伝説として、「駒繋ぎの松」は戸出の伝説として、異なる項目として記述されている。昭和47年刊行の戸出町史では「駒かけの松」と「駒繋ぎの松」の伝説はごちゃまぜにされている。